# 圣阿格雷沃
圣阿格雷沃（法語：Saint-Agrève，法語發音：[sɛ̃t‿aɡʁɛv]），法国东南部城市，奥弗涅-罗讷-阿尔卑斯大区阿尔代什省的一个市镇，隶属于罗讷河畔图尔农区，其市镇面积为48.56平方公里，2022年1月1日时人口数量为2,300人，在法国城市中排名第4,703位。
圣阿格雷沃位于阿尔代什省西部，维瓦赖山腹地，是一个区域性的中心城市，多条公路在此交汇。

## 地名来源
在公元八世纪以前，圣阿格雷沃被称为“Chinacum”。根据当地官方网站的论述，“Saint-Agrève”一名出自六世纪末的勒皮主教阿格雷夫，他在当地修建了一处修道院，其逝世后被安葬于此，该地以其命名。
法国大革命期间，圣阿格雷沃曾被更名为“Montchiniac”。
圣阿格雷沃所处区域历史上曾通行奥克语维瓦赖-阿尔卑斯方言，“Saint-Agrève”在奥克语维基百科及同语言下的Openstreetmap中对应的拼写为“Sant Agrève”。

## 历史

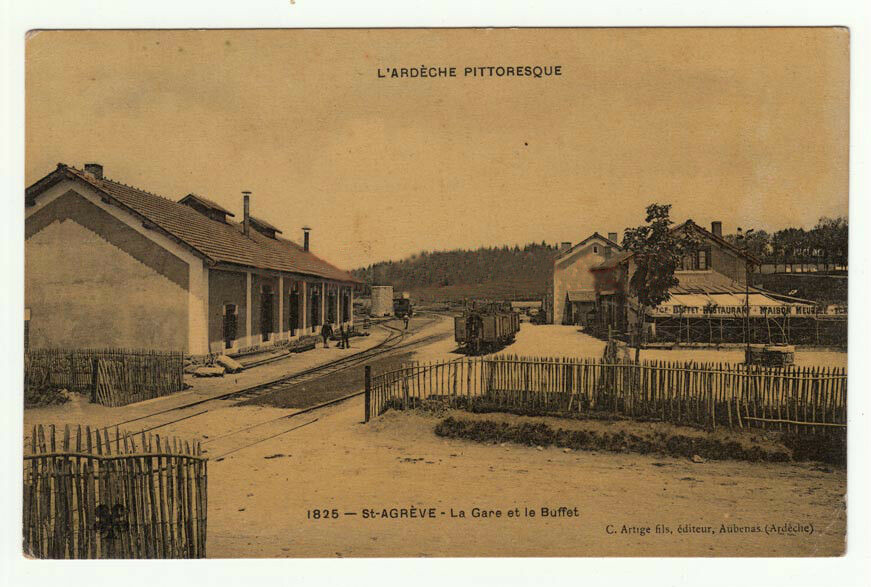
20世纪初的圣阿格雷沃火车站

圣阿格雷沃的早期历史尚不清楚。根据当地官方网站的论述，圣阿格雷沃可能始建于古典时期，罗马人修建的一条道路可能由此通过。勒皮主教阿格雷夫曾在此修建了一处修道院，其逝世后当地被命名为“圣阿格雷沃”。中世纪时，圣阿格雷沃长期为维瓦赖的一部分。1463年，圣阿格雷沃境内兴建圣玛丽教堂。宗教战争期间，新教徒于1562年攻占圣阿格雷沃，当地发生多次围城战。1580年9月，圣阿格雷沃在一场战役中遭到毁灭性破坏。镇守圣阿格雷沃的新教徒将领雅克·德尚博（Jacques de Chambaud）于1588年被擒获，圣阿格雷沃再次被攻陷。17世纪后，圣阿格雷沃逐渐恢复发展，其城市向外有所扩张。法国大革命后，圣阿格雷沃成为阿尔代什省的一个市镇。1902年，一条途径圣阿格雷沃的地方铁路建成通车，后于1968年关闭。二战期间，圣阿格雷沃曾出现犹太人年难民社群。1973年勒普扎（Le Pouzat）整体并入圣阿格雷沃。
在行政区划方面，圣阿格雷沃在1801至2015年间为圣阿格雷沃县的县治。1998至2013年间，圣阿格雷沃是上维瓦赖市镇公共社区的办公驻地。

## 地理

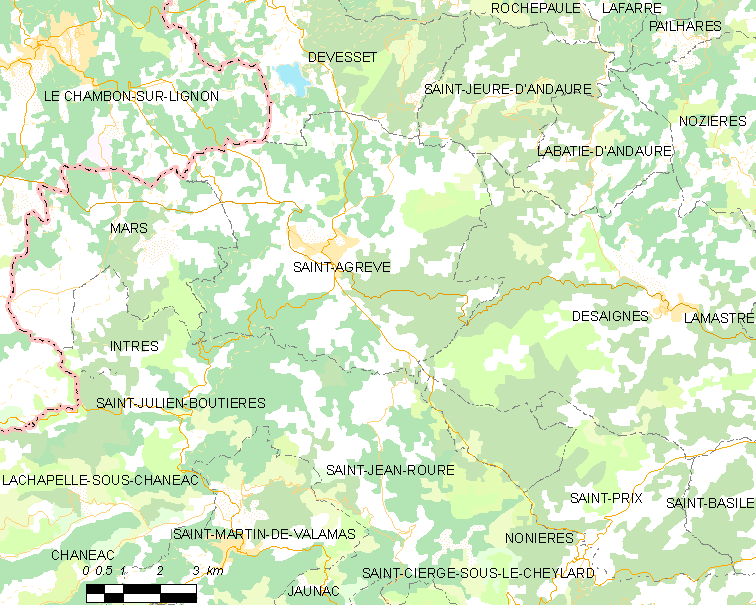
圣阿格雷沃市镇范围地图

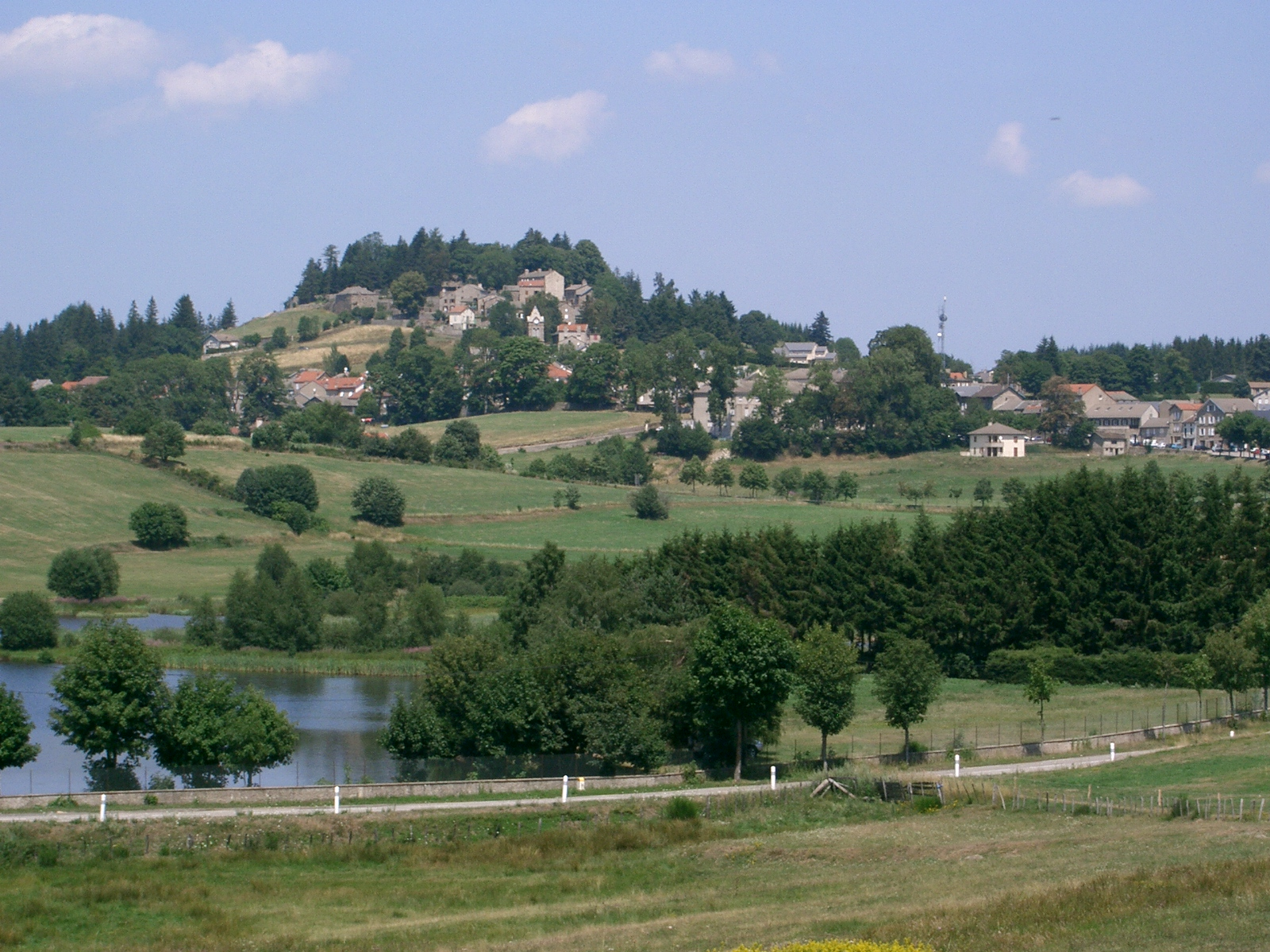
远眺希尼亚克山

圣阿格雷沃位于法国东南部，奥弗涅-罗讷-阿尔卑斯大区中南部和阿尔代什省西部，距离省会普里瓦大约62公里。与圣阿格雷沃接壤的市镇包括：贝尔桑特、利尼翁河畔勒尚邦、代赛涅、德韦塞、马尔、圣于连丹特尔、圣热尔当多尔、圣让鲁尔和圣普里。

### 地形
圣阿格雷沃位于维瓦赖山腹地，境内以山地为主，市镇中心位于一处山间河谷地带，市区北侧的希尼亚克山（Mont Chiniac）是一个环状山，全境海拔在590到1,183米之间。

### 水文
圣阿格雷沃位于罗讷河流域范围内，埃里约河自北向南流经市镇西部，杜泽河（Le Douzet）和格里扎尔溪（ruisseau du Grizard）发源于圣阿格里沃境内。

### 植被
圣阿格雷沃属于温带阔叶混交林区，部分高海拔地区有针叶林发布，林地散落分布于市区周边的山地地带。
在鲜花城市的评比中，圣阿格雷沃暂未被评级。

### 气候
圣阿格雷沃在柯本气候分类法中属于带有温带气候特征的山地气候。

## 行政区划
圣阿格雷沃的市镇编号为07204，邮政编号为07320。
在行政管理方面，圣阿格雷沃隶属于法国奥弗涅-罗讷-阿尔卑斯大区阿尔代什省罗讷河畔图尔农区；在地方选举方面，圣阿格雷沃隶属于上埃里约县，其市镇范围全境被划入阿尔代什省第二选区；在社会管理方面，圣阿格雷沃是瓦莱里约市镇公共社区的组成部分。
截至2024年3月，圣阿格雷沃市镇范围内暂无任何城市敏感街区及城市政策优先街区。
法国国家统计与经济研究所（简称）在进行数据统计时，将圣阿格雷沃市镇单独设为圣阿格雷沃城市核心区（Unité urbaine de Saint-Agrève），未将圣阿格雷沃划入任何城市区（Aire urbaine）及城市辐射区（Aire d'attraction）。此外，还将圣阿格雷沃市镇整体看作一个“块区”（IRIS），以便于统计人口分布情况。

## 交通

### 公路
阿尔代什省省道D9线、D21线、D27线、D120线、D214线、D275线、D276线、D478线和D533线在圣阿格雷沃境内交汇。奥弗涅-罗讷-阿尔卑斯城际巴士（商业名称为）E05线和H37线停靠蒂埃，可直通罗讷河畔图尔农、圣艾蒂安、利尼翁河畔勒尚邦等地。
2020年，52.7%的圣阿格雷沃家庭拥有至少一辆私人汽车。2021年，圣阿格雷沃境内共发生各类交通事故4起，造成4人受伤，其中3人重伤。
| 13 | 55 |

| 10 | 75 |

| 普里瓦 | 62 |

| 圣博内勒弗鲁瓦 | 20 |

| 勒皮 | 49 |

| 唐斯 | 18 |

| 瓦朗斯 | 62 |

| 拉马斯特尔 | 21 |

### 铁路
途径圣阿格雷沃的地方铁路已于1968年废弃。
距离圣阿格雷沃最近的运营中的客运铁路车站为48公里外的勒皮站，该站停靠前往克莱蒙费朗和圣艾蒂安两个方向的区域列车。

### 航空
圣阿格雷沃距离勒皮-卢德机场的公路里程大约62公里。

### 城市公共交通
截至2024年3月，圣阿格雷沃暂无城市公共交通系统。

## 政治
圣阿格雷沃的现任市长为米歇尔·维勒马涅先生（Michel VILLEMAGNE），他是一名左翼无党派人士，在2020年的市政选举中获得了100.00%的支持率（无其他候选人）。
在2022年的法国总统大选的第二轮选举中，法国第25任总统埃马纽埃尔·马克龙在圣阿格雷沃获得了56.47%的支持率。

## 人口
2021年，圣阿格雷沃市镇人口数量为2,325，在法国排名第4,703位。其中男性1,164人，女性1,186人，75岁及以上人口占12.9%，外籍人口数量为95人，人口密度为48人/平方公里，当地居民被称为（男性）或（女性）。2022年，圣阿格雷沃境内出生12人，死亡人口43人。
| 圣阿格雷沃1901年－2021年人口变化情况 |
|                                      |
| 数据来源：Cassini、INSEE             |

## 经济
圣阿格雷沃是一个区域性的中心城市。截至2024年3月，圣阿格雷沃市镇范围内共有各类用人单位（包含自雇）412家，平均历史为20年，其中98.34%为中小型企业（PME），2024年1月至3月间，当地的经济活力指数为1.94%。（电子设备制造）、（电子商务）及（办公用品销售）是当地2021年营业额最高的三个企业，分别为29,005,945欧元、5,845,085欧元和4,810,820欧元。

## 财政与居民收入
2022年，圣阿格雷沃的财政收入总额为2,327,570欧元，财政支出总额为2,093,040欧元，当年的债务总额为2,781,900欧元。 2022年，圣阿格雷沃市镇通过增值税获得228,780欧元的收入，此外当地还共获得了474,150欧元的国家直接财政补助。
| 圣阿格雷沃居民收入情况                           | 圣阿格雷沃居民收入情况 | 圣阿格雷沃居民收入情况 | 圣阿格雷沃居民收入情况 |
| 内容                                             | 圣阿格雷沃             | 法国                   | 统计年份               |
| ------------------------------------------------ | ---------------------- | ---------------------- | ---------------------- |
| 征税家庭总数                                     | 1,111                  | 1,081（法国市镇平均）  | 2022年                 |
| 居民平均月收入                                   | 1,991欧元              | 2,435欧元              | 2022年                 |
| 高级职员人均月收入                               | 2,968欧元              | 4,331欧元              | 2021年                 |
| 中级职员人均月收入                               | 2,250欧元              | 2,470欧元              | 2021年                 |
| 普通职员人均月收入                               | 1,802欧元              | 1,801欧元              | 2021年                 |
| 贫困率                                           | 15%                    | 14.5%                  | 2020年                 |
| 青壮年（15至64岁）失业率                         | 9.1%                   | 7.4%                   | 2020年                 |
| 征税家庭数量占比                                 | 36.1%                  | 45.5%                  | 2020年                 |
| 家庭年均纳税                                     | 2,009欧元              | 4,393欧元              | 2022年                 |
| 资料来源：INSEE、L'Internaute、Le Journal du Net |                        |                        |                        |

## 社会事务

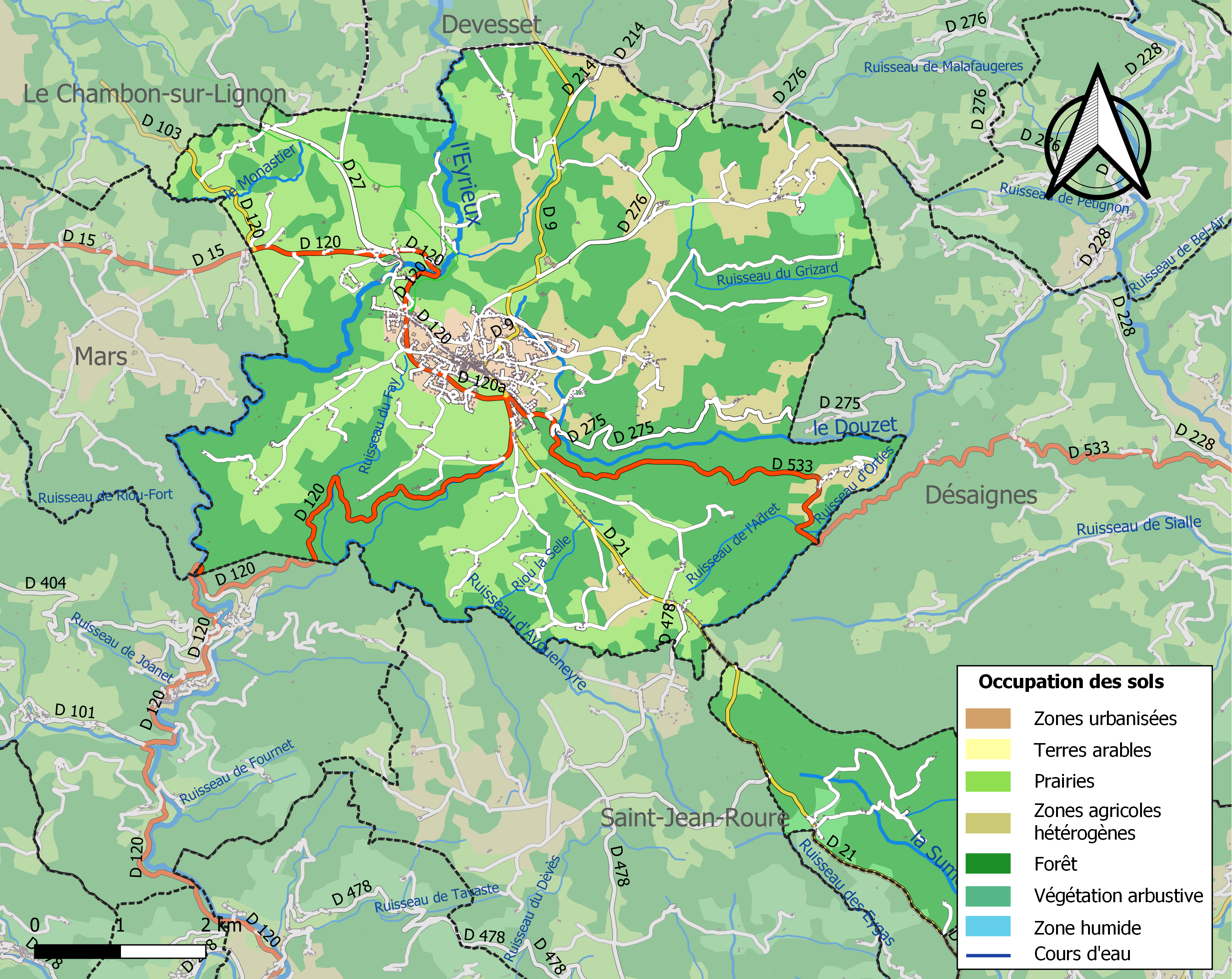
圣阿格雷沃土地利用情况地图

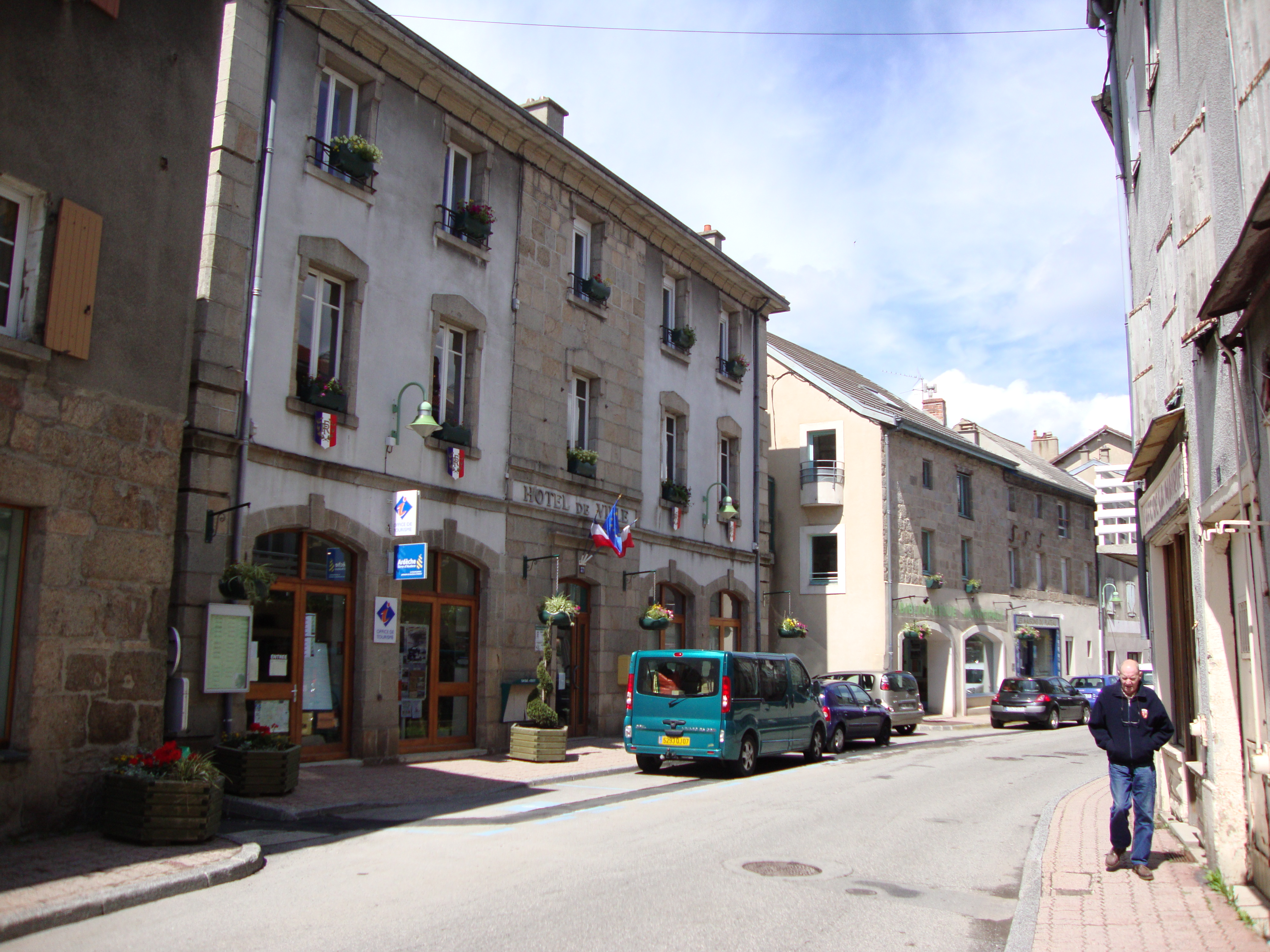
圣阿格雷沃镇中心的图拉斯博士街

### 教育
圣阿格雷沃属于格勒诺布尔学区。截至2021年1月1日，圣阿格雷沃境内共有1所幼儿园、2所小学和1所初级中学。2021至2022学年度，圣阿格雷沃境内共有在校中等教育阶段学生105名。

### 医疗
截至2021年1月1日，圣阿格雷沃境内共有全科医生3名、保健师3名、牙医1名、护士4名、耳科医生1名和妇科医生1名。境内共有药房1家、养老院1家。
莫兹医院（Hôpital de Moze）是法国的一个区域性医疗机构，其主病区位于圣阿格雷沃市区，设有床位16个。

### 住房
2020年，圣阿格雷沃境内共有各类住房1,813套，其中71.7%为独立式住宅，27.8%为集中式住宅。常住房屋占圣阿格雷沃市镇范围内居民建筑总量的60.5%。
在住房保障政策方面，2022年，圣阿格雷沃境内共有145户家庭获得了住房经济补助，受益人数占总人口数量的6.2%，其中131份为房租补助。

### 商业
2021年，圣阿格雷沃境内共有各类实体商铺63家，其中餐厅7家、大型超市1家、杂货店2家、面包房3家、肉铺2家、书店1家、银行门店2家、美容美发店2家、汽车维修店10家。圣阿格雷沃镇中心西部建有一家家乐福超市，市区南侧则有一家Intersport商场。

### 体育
2021年，圣阿格雷沃境内共有1间体育馆、1座综合体育场、5处网球场以及1处足球或橄榄球场。
截至2024年3月，圣阿格雷沃运动体育会（Sports Athletiques Saint Agrevois，编号513356）是圣阿格雷沃境内唯一的一家注册足球俱乐部，成立于1928年，其主队2023至2024赛季参加德龙-阿尔代什足球联赛丁组（法国第十二级别），其主场为市政球场（Stade Municipal）。

### 环境
圣阿格雷沃的环境事务由其所属的瓦莱里约市镇公共社区联合各级政府协调负责。2021年，圣阿格雷沃境内暂无污染企业。

### 治安
2021年，圣阿格雷沃市镇范围内共有1处宪兵队。
圣阿格雷沃及其附近的共120个市镇是罗讷河畔图尔农国家宪兵队（zone gendarmerie de Tournon-sur-Rhône）的管辖范围。2020年，该宪兵队累计记录各类案件3,259起，其中盗窃类案件1,481起，经济类案件634起，毒品交易类案件193起。

## 文化

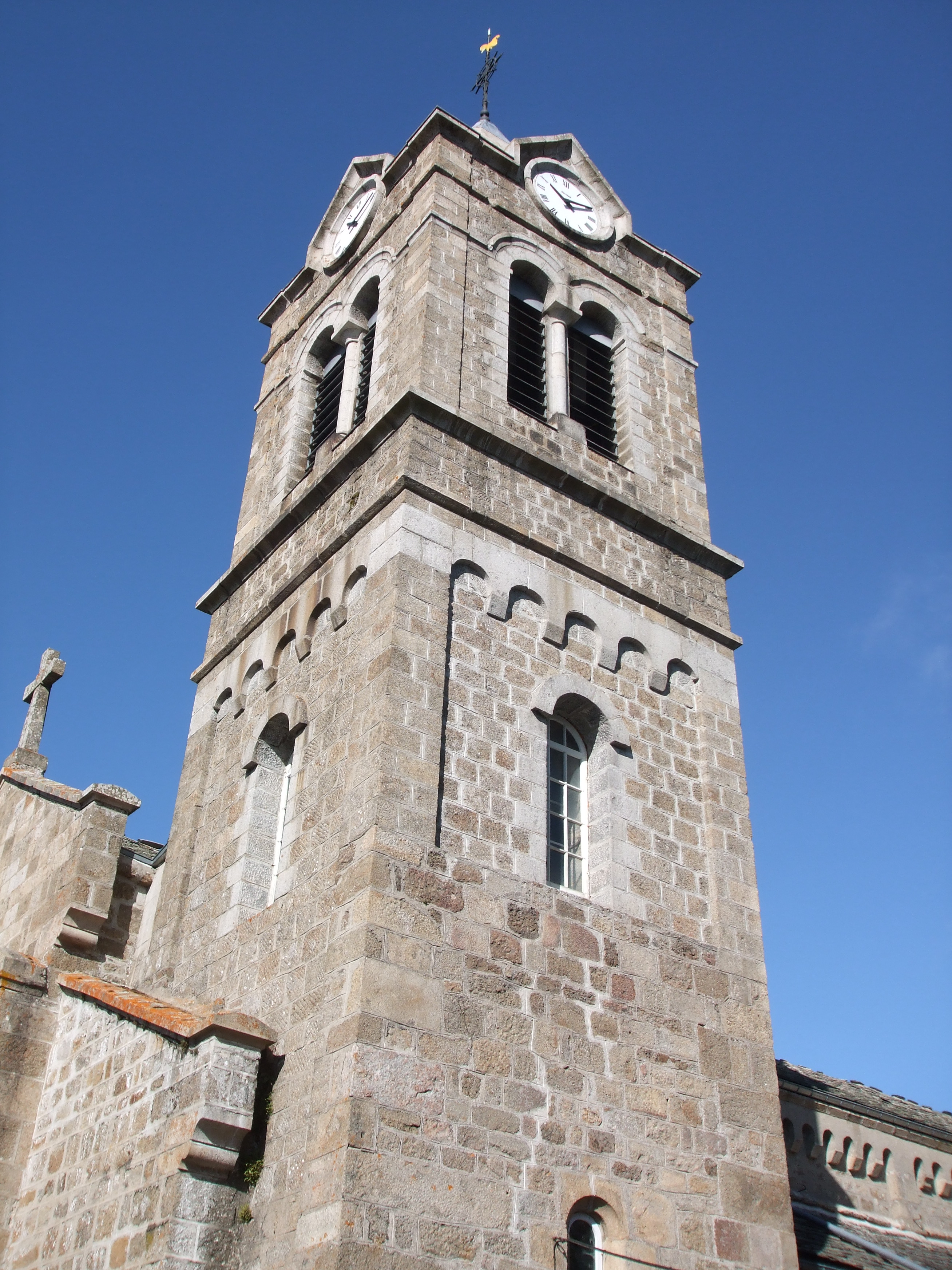
圣阿格雷夫教堂钟楼

2021年，圣阿格雷沃境内暂无任何文化设施。圣阿格雷沃境内建有多媒体中心（Médiathèque），每周一、三、四、五、六向公众开放。

### 建筑
圣阿格雷沃境内有多处历史建筑，其中圣阿格雷夫教堂为法国国家文物保护单位。

### 旅游
圣阿格雷沃的旅游事务由其所属的瓦莱里约市镇公共社区联合各级政府协调负责。2023年，圣阿格雷沃境内共有2家酒店共计20间房间；另有2个露营地，可容纳共99辆露营车。

### 媒体
法国主要的媒体均可在圣阿格雷沃接收，法国电视三台下属的奥弗涅-罗讷-阿尔卑斯大区频道在部分时段播出圣阿格雷沃所在阿尔代什省的地方新闻。《阿尔代什周报》、蓝色法兰西德龙-阿尔代什广播、这里广播等是当地主要的地方性媒体。

## 相关人物
法国女子足球运动员桑德里娜·苏贝朗出生于圣阿格雷沃。

## 友好城市
截至2024年3月，圣阿格雷沃共与一座城市建立了友好城市关系：
- 德国 卡尔本